# Liste der Monuments historiques in Saint-Didier-la-Forêt
Die Liste der Monuments historiques in Saint-Didier-la-Forêt führt die Monuments historiques in der französischen Gemeinde Saint-Didier-la-Forêt auf.

## Liste der Bauwerke
| Bezeichnung                            | Beschreibung              | Standort | Kennzeichnung | Schutzstatus   | Datum     | Bild           |
| -------------------------------------- | ------------------------- | -------- | ------------- | -------------- | --------- | -------------- |
| Kloster Saint-Gilbert in Neuffontaines | Erbaut im 12. Jahrhundert | (Lage)   | PA00093268    | Classé Inscrit | 1969 2001 | weitere Bilder |

## Liste der Objekte
| Bezeichnung               | Beschreibung                                           | Standort                       | Kennzeichnung | Schutzstatus | Datum | Bild |
| ------------------------- | ------------------------------------------------------ | ------------------------------ | ------------- | ------------ | ----- | ---- |
| Skulptur Madonna mit Kind | Holz, polychrom gefasst und vergoldet, 19. Jahrhundert | in der Kirche St-Didier (Lage) | PM03001708    | Inscrit      | 2002  |      |